# Victimae paschali laudes
Victimae Paschali Laudes je sekvenca, predpisana za rimskokatoliško mašo na velikonočno nedeljo. Kot avtorja navadno navajajo Wipa Burgundskega, kaplana nemškega cesarja Konrada II., avtorji pa bi lahko bili tudi Notker Balbulus, Robert II. Francoski in Adam Svetoviktorski. 
Victimae Paschali Laudes je ena od le petih srednjeveških sekvenc, ki so se ohranile v delu Missale Romanum, objavljenem leta 1570 po Tridentinskem koncilu (1545-63). Pred koncilom so imeli svoje lastne sekvence številni prazniki.
Victimae Pachali Laudes je tudi ena od redkih sekvenc, ki se v liturgiji uporabljajo še danes. Glasbo za njeno besedilo so prirejali številni renesančni in baročni skladatelji, na primer Busnois, Josquin, Lassus, Willaert, Palestrina, Byrd in Fernando de las Infantas. Luteranski hvalnici, ki izvirata iz Victimae Paschali Laudes, sta Christ ist erstanden in Christ lag in Todesbanden.